# Irvingia gabonensis
Irvingia gabonensis oder der Iba-, Obabaum und Wilder, Afrikanischer Mangobaum sowie Buschmango, ist eine Pflanzenart in der Familie der Irvingiaceae. Sie ist in feucht-warmen Regenwäldern West- und Zentralafrikas heimisch. International ist sie auch bekannt als Dika oder als Ogbono, Obono in Nigeria.
Ähnlich ist die kleinere Irvingia tenuinucleata (Syn: Irvingia wombolu) mit bitterem, nicht essbaren Fruchtfleisch und noch andere afrikanische Irvingia-Arten. Deren Samen ebenfalls in gleicher Weise Verwendung finden. Auch Irvingia malayana aus Südostasien wird ähnlich verwendet und liefert die Cay-Cay Butter oder das Fett.

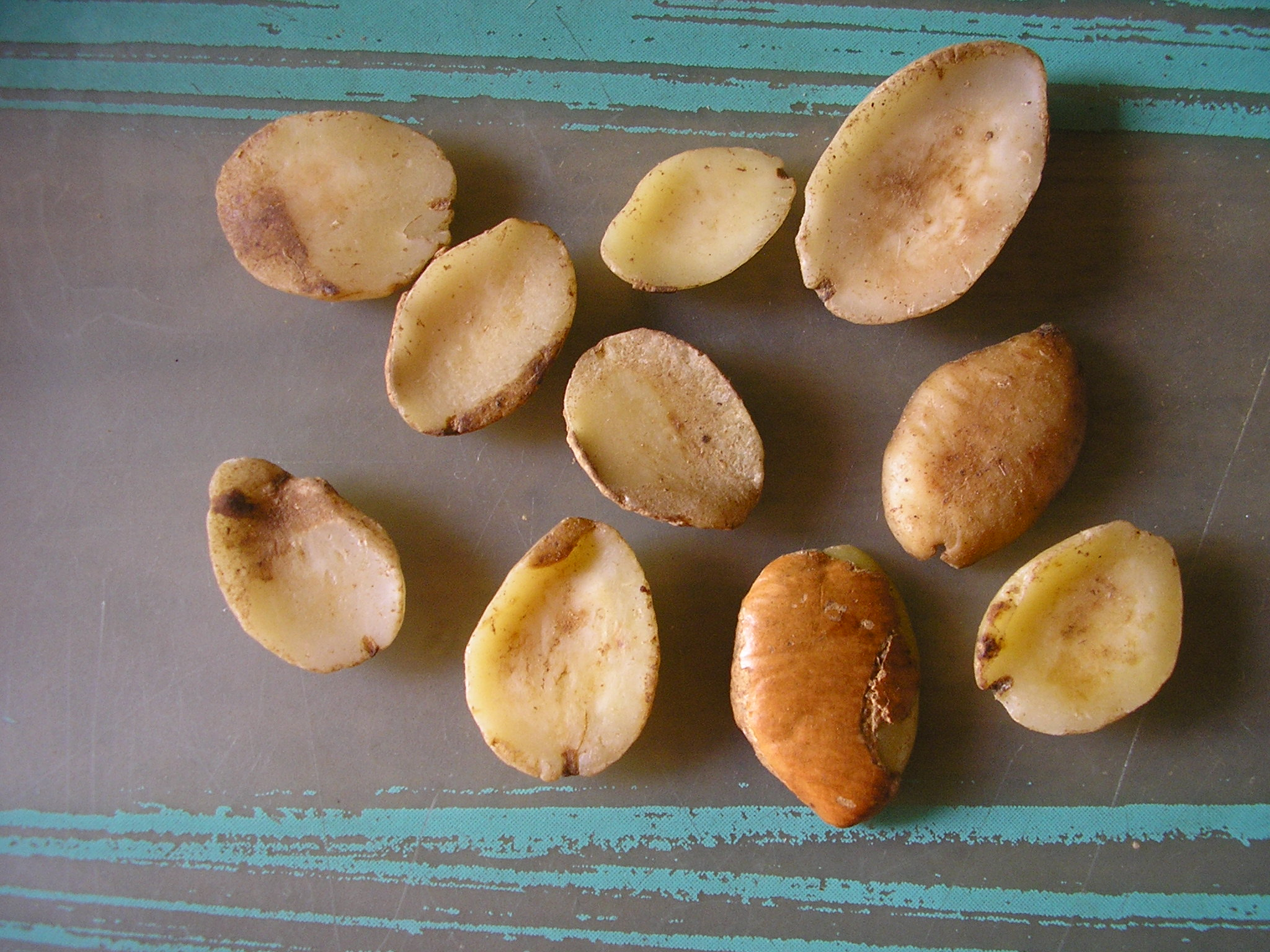
Samen und Kotyledonen

## Beschreibung
Irvingia gabonensis wächst als immergrüner Baum und erreicht Wuchshöhen von 40 Metern. Der aufrechte Stamm besitzt Durchmesser von etwa 1 Meter. Irvingia gabonensis besitzt Brettwurzeln bis zu einer Stammhöhe von etwa 3 Metern. Die äußere graue bis gelb-graue Borke ist glatt bis abblätternd. Die Baumkrone ist rundlich und dicht.
Die einfachen Laubblätter sind elliptisch, lanzettlich bis verkehrt-eiförmig. Die ganzrandigen, kurz gestielten, leicht ledrigen und kahlen Blätter laufen spitz zu und sind oberseits dunkelgrün und glänzend. Sie sind etwa 7–15 Zentimeter lang und der kurze Blattstiel etwa 1–1,5 Zentimeter. Die größeren Nebenblätter sind abfallend.
Die kurz gestielten, gelblich-weißen, duftenden Blüten sind zwittrig und fünfzählig mit doppelter Blütenhülle. Sie stehen in achselständigen und rispigen Blütenständen. Es sind 10 freie Staubblätter und ein oberständiger und zweikammeriger Fruchtknoten, der auf einem gelben Diskus sitzt, vorhanden.
Die glatten, dünnschaligen Steinfrüchte sind eiförmig bis ellipsoid oder seltener beinahe kugelförmig und etwa 4,5–8 Zentimeter groß. Sie sind reif grünlich-gelb bis -rötlich oder gelb und besitzen ein weiches, orangefarbenes, saftiges und süßes Fruchtfleisch. Der braune, eiförmige bis ellipsoide, etwa 3,8–4,6 Zentimeter große, dickschalige Steinkern (Nuss) ist holzig-fibrös und von einer fibrösen Schicht umgeben. Der abgeflachte, orange-braune, etwa 2,5–3,6 Zentimeter lange und glatte, knochige Samen (auch Nuss) ist hartschalig und enthält große, weißliche Kotyledonen und wenig Endosperm. Die Samen zeigen eine epigäische Keimung.
Die Chromosomenzahl beträgt 2n = 28.

### Fortpflanzung
Die Bestäubung erfolgt durch einige Insektenfamilien, genauer gesagt Käfer, Diptera oder Hymenoptera. Irvingia gabonensis blüht von März bis Juni. Er hat zwei Fruchtbildungsperioden: Die erste dauert von April bis Juli und die zweite von September bis Oktober. Die Kerne werden durch Säugetiere wie Elefanten und Gorillas verteilt. Infolge des reduzierten Vorkommen dieser Tierarten nimmt die Verbreitung und die Regeneration von Irvingia gabonensis ab und menschliches Pflanzen wird zunehmend wichtiger.

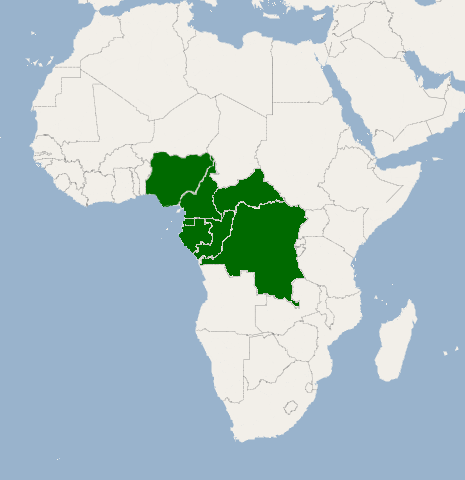
Die natürliche Verbreitung von Irvingia gabonensis in Afrika

## Vorkommen
Irvingia gabonensis ist in feucht-warmen Regenwäldern heimisch, ebenso wie im nördlichen Zipfel Angolas, im Kongo, der Demokratischen Republik Kongo, Nigeria, Kamerun, der Elfenbeinküste bis Liberia und Guinea-Bissau, sowie im Südwesten Ugandas.
Gepflanzt wird sie in Teilen dieses Gebietes, so beispielsweise in Südwest Nigeria, Süd-Kamerun, an der Elfenbeinküste, in Ghana, Togo und Benin.
Irvingia gabonensis kommt im tropisch warmen und im trockenen Klima vor. Sie wächst natürlich in üppig bewachsenem Regenwald, Galeriewäldern und halb-immergrünen Wäldern. Sie wächst von 200 bis 500 Meter Höhe über Meer mit jährlichem Regenfall von 1200 bis 1500 mm. Dika wächst bei Temperaturen von 20 bis 38 °C in beschatteten bis sehr hellen Standorten. Tiefe Böden mit mehr als 1,5 m Gründigkeit sind nötig, mit moderater Fruchtbarkeit und gutem Abfluss. pH-Werte sollten im Bereich von 4,5 bis 7,5 liegen.

## Taxonomie
Die Erstbeschreibung dieser Art erfolgte 1857 in Journal de Pharmacie et de Chimie 31: 275 unter dem Namen (Basionym) Mangifera gabonensis Aubry-LeComte ex O’Rorke. Irvingia gabonensis wurde durch Henri Ernest Baillon in Traité de Botanique Médicale Phanérogamique 2: 881, 1884 veröffentlicht. Der Gattungsname Irvingia ehrt den schottischen Chirurgen und Pflanzensammler Edward George Irving (1816–1855).
Synonyme für Irvingia gabonensis (Aubry-Lecomte ex O’Rorke) Baill. sind: Irvingia barteri Hook.f., Irvingia caerulea Tiegh., Irvingia duparquetii Tiegh., Irvingia erecta Tiegh., Irvingia griffonii Tiegh., Irvingia hookeriana Tiegh., Irvingia pauciflora Tiegh., Irvingia velutina Tiegh., Fegimanra africana (Oliv.) Pierre, Mangifera africana (Oliv.)

## Nutzung
Die im Heimat- sowie Anbaugebiet als Dika bezeichnete Kulturpflanze im afrikanischen, tropischen Flachland und in den Zonen des tropischen Regenwaldes ist Pflanzenbau mit modernen, agronomischen Bewirtschaftungsmethoden schwierig. Dika wird von der einheimischen Bevölkerung sehr geschätzt, unter anderem weil Dika ihnen ein geringes Einkommen beschert. Dika eignet sich zur Bekämpfung von Mangelernährung im Westen Afrikas, weil sie energiereich ist und sechs von acht essentielle Aminosäuren enthält.

### Produkte
Die Früchte können frisch gegessen werden, daher rührt Dikas alternativer Name Afrikanische Mango. Die Früchte können zu Gelee, Konfitüre, Saft und manchmal sogar Wein verarbeitet werden. Das „Fruchtfleisch“ wurde auch schon verwendet, um schwarze Farbe für das Färben von Kleidern herzustellen.
Im Gegensatz zum Kern ist die Frucht eine nur kleine Ressource. Die harte Steinschale muss geknackt werden, bevor der Samen verwendet werden kann. Die Samen, auch „Dika-Nüsse“ genannt, werden roh oder geröstet gegessen. Meist werden die Samen zu Dikabutter (Dikaöl, -fett, Adikafett, Obaöl, Wild-Mangoöl) verarbeitet, einem Kakaobutter ähnlichem Fett. In Form eines festen Blocks, der „Dika-Brot“ genannt wird, kann dieses Fett haltbar gemacht werden. Das Fett wird zur Zubereitung von Speisen benutzt, aber auch zu Seife, Kosmetik oder Pharmazeutika weiterverarbeitet.
Der Presskuchen kann als Viehfutter dienen oder als Verdickungsmittel für Suppen. Es wird vermutet, dass die eindickende Eigenschaft durch schleimige Polysaccharide verursacht wird, welche beim Kochen viskoser werden.
Für medizinische Zwecke werden meist Borke und Blätter verwendet. Es wird als Abführmittel verwendet, bei Problemen mit dem Magen-Darm-Trakt, Leber-Problemen, Hernien oder bei Problemen beim Wasserlassen, Wunden und Schürfungen.
Das schwere, dunkle Holz, bekannt als Andok, ist sehr hart und beständig, es wird darum gewöhnlich für den Tiefbau verwendet oder für Eisenbahnschwellen. Tote Äste werden als Brennholz verwendet. Die Bäume werden in Agrarforstsystemen verwendet, um anderen Kulturen Schatten zu spenden, im Besonderen für Kaffee und Kakao. Die Bäume werden auch eingesetzt, um Erosion zu reduzieren. Außerdem beginnen Städte,  Irvingia gabonensis zu pflanzen, um Straßen zu beschatten, als Windschutz oder zur Zierde.
Tausende Tonnen von Dika-Samen werden jährlich gehandelt. Dieser Handel findet hauptsächlich innerhalb Afrikas statt, doch der Export in die USA wächst. Als Cash Crop generiert Dika vielen Leuten ein Einkommen.

### Dika als Nahrungsmittel
Nährwert der Samen pro 100 g essbare Menge, was 2918 kJ Energie entspricht:
| Fett          | 67 g   |
| Kohlenhydrate | 15 g   |
| Eiweiß        | 8,5 g  |
| Wasser        | 4 g    |
| Kalzium       | 120 mg |
| Eisen         | 2,4 mg |

Neben oben aufgelisteten Inhaltsstoffen enthalten die Samen Spuren von Thiamin, Riboflavin und Niacin. Das ungefähre Fettsäurenverhältnis ist 33–70 % Myristinsäure, 20–59 % Laurinsäure, 1–11 % Ölsäure, 2 % Palmitinsäure und 1 % Stearinsäure. Die enthaltenen Aminosäuren sind für die menschliche Ernährung von hoher Wertigkeit. Da Lysin, Tryptophan, Valin, Isoleucin und Phenylalanin in hoher Konzentration im Samen vorkommen, sind Methionin und Cystein die erstlimitierenden Aminosäuren.
Im Gegensatz zum Fruchtfleisch anderer Irvingia-Arten ist das der Irvingia gabonensis saftig und süß und wird frisch gegessen. Die Nährstoffgehalte von 100 g Fruchtfleisch mit  255 kJ Energie:
| Wasser        | 81 g   |
| Kohlenhydrate | 15,7 g |
| Eiweiß        | 0,9 g  |
| Fett          | 0,2 g  |
| Phosphor      | 40 mg  |
| Kalzium       | 20 mg  |
| Vitamin C     | 7 mg   |
| Eisen         | 2 mg   |

Die Hauptgeschmacksstoffe des Fruchtfleisches sind Zingiberen, α-Curcumen, Ethyl- und Methylester der Zimtsäure, Dodecanal und Dodecanol. Diese Inhaltsstoffe verleihen der Frucht einen würzig-erdigen, fruchtigen, weinig-hefigen Geschmack.

### Bewirtschaftung
Bis vor wenigen Jahren wurden 90 % der Dika-Produkte von wilden, zerstreuten Bäumen geerntet. Weil die Meinung weit verbreitet war, dass neu gepflanzte Bäume erst nach 15 Jahren Früchte tragen, wurden keine gepflanzt. Obwohl keine neuen gepflanzt wurden, sind sie in oben genannten Gebieten zahlreich vorhanden, weil sie selten gefällt wurden. In neuen Pflanzungen wurde die erste Blüte zwei bis fünf Jahre nach dem Pflanzen beobachtet.
Dika wurde bisher nicht bewirtschaftet, darum ist kaum Erfahrung oder Information betreffend ihre Kultivierung vorhanden. Die Keimrate von Samen ist gering, und wenn sie nicht sorgfältig gelagert werden, keimen sie meist gar nicht.
Die Ernte noch grüner Früchte, gefolgt von einer Nachreifung bei 26–29 °C führte bezüglich Farbe und Textur zu Früchten, welche gegenüber denjenigen, welche am Baum ausreiften, bevorzugt wurden. Heutzutage werden die meisten Samen durch Handarbeit von der Samenhülle befreit. Zum Teil werden die Samen von frischen Früchten geerntet, zum Teil lässt man sie zuerst in der Frucht gären. Alle Samenerntetechniken sind sehr zeitintensiv.

### Züchtung
Die Domestizierung von Dika hat gerade erst angefangen. Um 1990 wurde angefangen, Dika im großen Maßstab zu vermehren und zu selektieren. Pfropfen, Knospen und Vermehrung durch Stammstückeschneiden funktionieren, wenn sie an jungem Gewebe durchgeführt werden.